# Людзьмеж
Людзьмеж (пол. Ludźmierz) — село в Польщі, у гміні Новий Торг Новотарзького повіту Малопольського воєводства.
Населення — 2463 особи (2011).
У 1975-1998 роках село належало до Новосондецького воєводства.

## Демографія
Демографічна структура станом на 31 березня 2011 року:
|          | Загалом | Допрацездатний вік | Працездатний вік | Постпрацездатний вік |
| -------- | ------- | ------------------ | ---------------- | -------------------- |
| Чоловіки | 1178    | 280                | 787              | 111                  |
| Жінки    | 1285    | 301                | 769              | 215                  |
| Разом    | 2463    | 581                | 1556             | 326                  |